# James Brown Plays New Breed (The Boo-Ga-Loo)
James Brown Plays New Breed (The Boo-Ga-Loo) é o décimo quinto álbum de estúdio do músico americano James Brown. O álbum foi lançado em março de 1966 pela Smash Records.

## Faixas
| N.º | Título                        | Duração |  |
| 1.  | "New Breed"                   | 3:42    |  |
| 2.  | "Slow Walk"                   | 5:46    |  |
| 3.  | "Vonshelia"                   | 5:54    |  |
| 4.  | "Fat Bag"                     | 4:16    |  |
| 5.  | "Jabo"                        | 2:35    |  |
| 6.  | "Lost in the Mood of Changes" | 2:00    |  |
| 7.  | "All About My Girl"           | 6:25    |  |
| 8.  | "Hooks"                       | 2:30    |  |
| 9.  | "Sumpin' Else"                | 7:11    |  |